# Sisicottus nesides
Sisicottus nesides är en spindelart som först beskrevs av Chamberlin 1921.  Sisicottus nesides ingår i släktet Sisicottus och familjen täckvävarspindlar. Inga underarter finns listade i Catalogue of Life.